# Phồn Xương (thị trấn)
Phồn Xương từng là thị trấn huyện lỵ của huyện Yên Thế, tỉnh Bắc Giang, Việt Nam. Năm 2025 thị trấn được sáp nhập vào xã Yên Thế mới thuộc tỉnh Bắc Ninh.
Thị trấn Phồn Xương được biết đến với Khu di tích khởi nghĩa Yên Thế.

## Địa lý
Thị trấn Phồn Xương nằm ở vị trí trung tâm huyện Yên Thế, từng là căn cứ địa của Khởi nghĩa Yên Thế do Hoàng Hoa Thám lãnh đạo, có vị trí địa lý:
- Phía đông giáp xã Đồng Lạc và xã Đồng Tâm
- Phía tây giáp xã Tân Hiệp
- Phía nam giáp huyện Tân Yên
- Phía bắc giáp xã Tam Hiệp.

Thị trấn Phồn Xương có diện tích 8,55 km², dân số năm 2018 là 8.436 người, mật độ dân số đạt 987 người/km².
Hiện tại nơi đây còn nhiều di tích lịch sử liên quan đến lãnh tụ Hoàng Hoa Thám thuộc Khu di tích khởi nghĩa Yên Thế.
Quốc lộ 17 và đường tỉnh 292 chạy qua địa bàn thị trấn.

## Lịch sử
Trước đây, Phồn Xương là một xã thuộc huyện Yên Thế.
Ngày 29 tháng 8 năm 1994, Chính phủ ban hành Nghị định số 103-CP. Theo đó, thành lập thị trấn Cầu Gồ trên cơ sở 143 ha diện tích tự nhiên và 1.785 người của xã Phồn Xương, 18,5 ha diện tích tự nhiên và 501 người của xã Tam Hiệp.
Sau khi thành lập, thị trấn Cầu Gồ có 161,5 ha diện tích tự nhiên và 2.286 người. Xã Phồn Xương còn lại 658 ha diện tích tự nhiên và 3.552 người.
Ngày 6 tháng 11 năm 2008, Chính phủ ban hành Nghị định số 05/NĐ-CP. Theo đó, điều chỉnh 147,35 ha diện tích tự nhiên của xã Phồn Xương để thành lập xã Đồng Tâm.
Sau khi điều chỉnh, xã Phồn Xương còn lại 632,86 ha diện tích tự nhiên và 3.977 người.
Đến năm 2018, thị trấn Cầu Gồ có diện tích 1,96 km², dân số là 3.980 người, mật độ dân số đạt 2.031 người. Xã Phồn Xương có diện tích 6,59 km², dân số là 4.456 người, mật độ dân số đạt 676 người/km².
Ngày 21 tháng 11 năm 2019, Ủy ban Thường vụ Quốc hội ban hành Nghị quyết số 813/NQ-UBTVQH14 về việc sắp xếp các đơn vị hành chính cấp xã thuộc tỉnh Bắc Giang (nghị quyết có hiệu lực từ ngày 1 tháng 1 năm 2020). Theo đó, sáp nhập toàn bộ diện tích và dân số của xã Phồn Xương và thị trấn Cầu Gồ để thành lập thị trấn Phồn Xương.
Ngày 12 tháng 6 năm 2025, Ủy ban Thường vụ Quốc hội ban hành Nghị quyết số 1658/NQ-UBTVQH15 về việc sắp xếp các đơn vị hành chính cấp xã của tỉnh Bắc Ninh. Theo đó, toàn bộ diện tích tự nhiên, quy mô dân số của thị trấn Phồn Xương và các xã Đồng Lạc, Đồng Tâm, Tân Hiệp, Tân Sỏi thành xã mới có tên gọi là xã Yên Thế.

## Kinh tế - xã hội
Một số công trình, địa điểm công cộng tại thị trấn Phồn Xương:
- Sân vận động Phồn Xương - sân vận động huyện Yên Thế
- Bệnh viện đa khoa Yên Thế
- Trường Trung học phổ thông Yên Thế
- Trường Phổ thông dân tộc nội trú Yên Thế
- Trường THCS Hoàng Hoa Thám
- Trường trung cấp nghề Yên Thế
- Bưu điện huyện Yên Thế
- Chợ Phồn Xương
- Công viên Phồn Xương
- Sân bóng nhân tạo Phồn Xương

## Du lịch
Trên địa bàn thị trấn có nhiều di tích lịch sử liên quan đến lãnh tụ Hoàng Hoa Thám thuộc Khu di tích khởi nghĩa Yên Thế.